# Турунов, Свет Саввич
Свет Саввич Турунов (род. 25 сентября 1925, Ленинград) — советский организатор оборонной промышленности, помощник министра обороны СССР (1976—1990), участник Великой Отечественной войны, лауреат Ленинской премии, адмирал (03.02.1984).

## Биография
Свет Саввич Турунов родился 25 сентября 1925 года в Ленинграде в семье инженера-кораблестроителя Турунова Саввы Матвеевича, главного строителя крейсера «Кронштадт», главного инженера Адмиралтейского завода; с 1941 года — главного инженера, исполняющего обязанности директора Балтийского судостроительного завода. В 1950—1956 был деканом инженерно-экономического факультета в Ленинградском кораблестроительном институте.
В начале Великой Отечественной войны находился в городе Рыбинске Ярославской области, куда отец отправил семью к бабушке. Окончил курсы трактористов, участвовал в уборке урожая на колхозных полях. 5 января 1943 года призван в Красную Армию. Окончил 3-е Ленинградское артиллерийское училище, произведён в младшие лейтенанты. Воевал на Ленинградском, затем на 4-м Украинском фронтах. Участвовал в освобождении территории Польши. В марте 1945 года в ходе боёв Моравско-Остравской наступательной операции при освобождении города Зорау в Верхней Силезии (ныне город Жоры в Польше) корректировал огонь батареи, отразил три танковые и одну пехотную атаки, уничтожил несколько артиллерийских, пулемётных и миномётных гнёзд противника. Был тяжело ранен, около полугода находился в госпитале.
После войны окончил Высшее военно-морское инженерное училище имени Ф. Э. Дзержинского. Служил командиром БЧ-5 на надводных кораблях Краснознамённого Балтийского флота, затем откомандирован в конструкторское бюро судостроения. В 1951—1958 годах принимал участие в проектировании кораблей и судов, атомных подводных лодок и атомного ледокола «Ленин» в организациях судостроительной промышленности СССР.
В 1958—1976 годах работал в аппарате ЦК КПСС по вопросам оборонной промышленности. С 1976 по 1990 год — помощник министра обороны СССР. 13 февраля 1976 года произведён в контр-адмиралы-инженеры. 14 февраля 1978 году в вице—адмиралы—инженеры.
Генерал армии Валентин Иванович Варенников в своих воспоминаниях писал:

Помощниками у Д. Ф. Устинова были И. В. Илларионов и С. С. Турунов. Оба работали с Д. Ф. многие десятки лет, были ему преданы до мозга костей и отлично разбирались в технических вопросах, то есть в том, что являлось для Устинова главной специальностью. Что касается военного дела… со временем, будучи опытными и развитыми людьми, они, конечно, повысили свои знания, изучая основополагающие документы. Забегая вперёд, могу вполне уверенно сказать, что их познания в военной области были значительно выше, чем у их шефа.— Варенников В. И. Неповторимое. — М.: Советский писатель, 2001. — Т. 3: Оперативно-стратегический эшелон. ГСВГ. Прикарпатский военный округ. — С. 19. — 320 с. — ISBN 5-265-03489-7.
С. Турунов принимал активное участие в становлении и развитии неакустических средств обнаружения подводных лодок.
3 февраля 1984 года ему присвоено воинское звание адмирал.
В 2007 году — ведущий научный сотрудник ЦКБ «Рубин».
Член «Клуба адмиралов», активно участвует в общественной работе и военно-патриотическом воспитании молодёжи.

## Звания и награды
- Ленинская  премия (лауреат)
- Орден Ленина
- Орден Октябрьской Революции
- Орден Отечественной войны 1-й степени
- Орден Трудового Красного Знамени (дважды),
- Орден Красной Звезды (1945)[1].
- Орден «За службу Родине в Вооружённых Силах СССР» III и II степеней
- Орден «Знак Почёта»
- Медали СССР и РФ,  в том числе медалью «За боевые заслуги» и медалью «За победу над Германией в Великой Отечественной войне 1941–1945 гг.»[11].
- Ордена и медали зарубежных государств

## Семья
- Дед — Турунов Матвей Иванович (ок. 1870 г.р., в с. Девятины Вологодской губернии).
- Отец — Турунов Савва Матвеевич (1896—1979) — инженер-кораблестроитель; выпускник Петроградского политехнического института, инженер в Судопроекте на Адмиралтейском заводе; 1932—1937 — начальник корпусного цеха Северной верфи; 1939—1945 — главный строитель крейсера «Кронштадт», главный инженер Адмиралтейского завода; с 1941 г. — главный инженер, исполняющий обязанности директора Балтийского завода; преподаватель, с 1944 года доцент, декан инженерно-экономического факультета Ленинградского кораблестроительного института[12]; с 1965 г. — почётный член НТО им. акад. А. Н. Крылова; награждён орденами Отечественной войны II ст., «Знак Почёта».
- Мать — Турунова (урождённая Петрова).
- Сестра — Григорьева (Турунова) Наталья Саввична.
- Сыновья — Турунов Евгений Светович (1948 г.р.), Турунов Сергей Светович (1957 г.р.).

## Дополнительные источники
- Интервью с участником Великой Отечественной войны, адмиралом, лауреатом Ленинской премии, Светом Саввичем Туруновым о роли Ленина в истории нашей страны.
- Амелько Н. Н. В генеральном штабе Вооруженных Сил СССР // В интересах флота и государства: Воспоминания адмирала. — М.: Наука, 2003. — 181 с. — ISBN 5-02-006291-X.
- Туруновы
- Война глазами очевидцев — выставка в зале Федеральных архивов (интервью С. С. Турунова, видео) (недоступная ссылка)
- Турунов С. С. «Великая Россия. Имена» — Электронный энциклопедический справочник